# Kate Crawford
Kate Crawford (1974) es una escritora, compositora, productora y académica australiana. Es investigadora principal en Microsoft Research (Social Media Collective), profesora visitante en el Centro MIT para Civic Media, miembro principal del Information Law Institute en NYU, y profesora asociada en el Centro de Investigación de Periodismo y Medios de la Universidad de Nueva Gales del Sur. También es miembro del Consejo de la Agenda Global del Foro Económico Mundial sobre Desarrollo Basado en Datos Su investigación se centra en el cambio social y las tecnologías de medios, particularmente en la intersección de seres humanos, dispositivos móviles, redes sociales y la inteligencia artificial. Ha publicado sobre culturas de uso de tecnología y la forma en que las historias de los medios informan el presente.

## Biografía
Anteriormente, Crawford formó parte del dúo de música electrónica de Canberra B(if)tek (junto con Nicole Skeltys) y lanzó tres álbumes entre 1998 y 2003. Crawford cofundó el sello discográfico Deluxe Mood Recordings, con sede en Sídney y es miembro del colectivo de música Clan Analogue.
Como escritora Crawford ha escrito para The Sydney Morning Herald y Foreign Policy. Fue becaria del Centro para el Desarrollo de Políticas de Australia y en marzo de 2008 fue seleccionada como una de los 1000 australianos para asistir a la Cumbre de Australia 2020 en Canberra, del 19 al 20 de abril de 2008.
Ella es miembro del colectivo feminista Deep Lab.
En 2018, junto a Vladan Joler, crearon la obra visual Anatomy of an AI System que se encuentra en la exposición permanente del MoMA y ha sido presentada en otras galerías.

## Trabajo académico
Crawford tiene un doctorado de la Universidad de Sídney. En 2006, su libro basado en su tesis, Temas para adultos - Reescribiendo las reglas de la edad adulta (Adult Themes – Rewriting the Rules of Adulthood), ganó la categoría individual del Premio Nacional de Cultura de Manning Clark y en 2008 recibió la medalla bienal para una beca de la Academia Australiana de Humanidades.
Crawford ha hablado y publicado artículos académicos sobre temas tales como las redes sociales, la regulación gubernamental del contenido de los medios, la interacción entre género y dispositivos móviles, gente joven y sexting, y big data. Ha impartido conferencias magistrales en lugares como la Conferencia O'Reilly Strata 2013 y la conferencia DataEDGE 2013 organizada por la Universidad de California, Berkeley School of Information.
En 2021 publicó el libro Atlas of AI: Power, Politics, and the Planetary Costs of Artificial Intelligence a través de Yale University Press, que se ha traducido al español como: "Atlas de inteligencia artificial: Poder, política y costos planetarios" (2022) o "Atlas de IA: Poder, política y costes planetarios de la inteligencia artificial" (2023) y al italiano como: "Né intelligente né artificiale: Il lato oscuro dell'IA" (2021).
Su artículo Artificial Intelligence Is Misreading Human Emotion [La inteligencia artificial está malinterpretando la emoción humana] fue preseleccionado para el premio de prensa científica Bragg UNSW Press Prize for Science Writing en 2022.